# Albizia ferruginea
Albizia ferruginea, especie de la familia de las fabáceas, es un árbol de unos 15 a 30 m de altura que forma una copa ancha y aplanada. Es nativo del África tropical. Se utiliza para la producción de madera por lo que está muy afectado por la sobreexplotación.

Su nombre comercial más usado es Musase o 'Iatandza'. 

## Nombre vernáculos
Recibe diferentes nombres según el país de procedencia: 'Iatandza' (Costa de Marfil), 'Aviemfo-samina' y 'Okuro' (Ghana), 'Ayinre-ogo' (Nigeria), 'Evouvous' (Camerún), 'Sifou-sifou' (República del Congo), 'Zazangue (Angola), 'Elongwamba' y 'Okuru' (República Democrática del Congo).

## Madera
Posee un duramen y una albura bien diferenciados. El primero de color castaño a castaño rojizo oscuro  con reflejos dorados y a veces vetas sombreadas y la segunda de color castaño pálido. La fibra lleva contramalla y un grano grueso. Su peso específico es 0,590.  Su secado es lento, sin apenas riesgos de deformaciones o fendas. Se sierra sin dificultad pero su mecanización se complica debido a la contramalla. Atornillado, clavado y encolado sin problemas. Necesita tapaporos antes de darle la pátina de acabado.

## Sinonimia
- Albizia angolensis Welw.

Etimología
albizia: nombre genérico dedicado a Filippo del Albizzi, naturalista italiano del siglo XVIII.
ferruginea: del color del óxido de hierro.